# Ocosia possi
Ocosia possi is een  straalvinnige vissensoort uit de familie van napoleonvissen (Tetrarogidae). De wetenschappelijke naam van de soort is voor het eerst geldig gepubliceerd in 1990 door Mandrytsa & Usachev.
De soort staat op de Rode Lijst van de IUCN als niet bedreigd, beoordelingsjaar 2009.